# Salsa africana
La salsa africana es una salsa marrón de la cocina francesa que resulta ser una variante de la salsa española. Esta salsa suele emplearse en platos de carne: filetes, chuletas y pollo. 